# Championnat de Turquie de football 2016-2017
Navigation
SüperLig 2015-2016 SüperLig 2017-2018
La saison 2016-2017 de Spor Toto Süper Lig est la cinquante-neuvième édition du championnat de Turquie. Le championnat oppose dix-huit clubs turcs en une série de trente-quatre rencontres, au sein d'une poule unique où ils s'affrontent deux fois, à domicile et à l'extérieur. En fin de saison, les trois derniers du classement sont relégués et remplacés par les trois meilleurs clubs de deuxième division.

## Participants
| \| Akhisar Belediyespor Alanyaspor Antalyaspor Bursaspor Çaykur Rizespor Adanaspor Gaziantepspor Gençlerbirliği · Osmanlıspor Kayserispor Konyaspor Kardemir Karabükspor Trabzonspor \| Localisation des clubs engagés dans le championnat. |
| Akhisar Belediyespor Alanyaspor Antalyaspor Bursaspor Çaykur Rizespor Adanaspor Gaziantepspor Gençlerbirliği · Osmanlıspor Kayserispor Konyaspor Kardemir Karabükspor Trabzonspor                                                           |

| \| Beşiktaş Fenerbahçe Galatasaray İstanbul Başakşehir Kasımpaşa \| Clubs d'Istanbul. |
| Beşiktaş Fenerbahçe Galatasaray İstanbul Başakşehir Kasımpaşa                         |

## Compétition
Le classement est établi sur le barème de points classique (victoire à 3 points, match nul à 1, défaite à 0).
Pour départager les égalités, on tient d'abord compte des points en confrontations directes, puis de la différence de buts en confrontations directes, puis de la différence de buts générale, puis du nombre de buts marqués et enfin du nombre de points de Fair-Play.
| Rang | Équipe                 | Pts | J  | G  | N  | P  | Bp | Bc | Diff |
| ---- | ---------------------- | --- | -- | -- | -- | -- | -- | -- | ---- |
| 1    | Beşiktaş T             | 77  | 34 | 23 | 8  | 3  | 73 | 30 | +43  |
| 2    | İstanbul Başakşehir    | 73  | 34 | 21 | 10 | 3  | 63 | 28 | +35  |
| 3    | Fenerbahçe             | 64  | 34 | 18 | 10 | 6  | 58 | 31 | +27  |
| 4    | Galatasaray S          | 64  | 34 | 20 | 4  | 10 | 65 | 40 | +25  |
| 5    | Antalyaspor            | 58  | 34 | 17 | 7  | 10 | 47 | 40 | +7   |
| 6    | Trabzonspor            | 51  | 34 | 14 | 9  | 11 | 39 | 34 | +5   |
| 7    | Akhisar Belediyespor   | 48  | 34 | 14 | 6  | 14 | 46 | 42 | +4   |
| 8    | Gençlerbirliği         | 47  | 34 | 12 | 11 | 11 | 32 | 32 | 0    |
| 9    | Kasımpaşa              | 43  | 34 | 12 | 7  | 15 | 46 | 50 | -4   |
| 10   | Konyaspor C            | 43  | 34 | 11 | 10 | 13 | 40 | 45 | -5   |
| 11   | Kardemir Karabükspor P | 43  | 34 | 12 | 7  | 15 | 38 | 48 | -10  |
| 12   | Alanyaspor P           | 40  | 34 | 12 | 4  | 18 | 54 | 65 | -11  |
| 13   | Osmanlıspor            | 38  | 34 | 9  | 11 | 14 | 37 | 45 | -8   |
| 14   | Kayserispor            | 38  | 34 | 10 | 8  | 16 | 47 | 58 | -11  |
| 15   | Bursaspor              | 38  | 34 | 11 | 5  | 18 | 34 | 58 | -24  |
| 16   | Çaykur Rizespor        | 36  | 34 | 10 | 6  | 18 | 44 | 53 | -9   |
| 17   | Gaziantepspor          | 26  | 34 | 7  | 5  | 22 | 30 | 65 | -35  |
| 18   | Adanaspor P            | 25  | 34 | 6  | 7  | 21 | 33 | 62 | -29  |

Qualifications européennes
Ligue des champions 2017-2018
- 1er : phase de groupes
- 2e : tour de barrages pour non-champions

Ligue Europa 2017-2018
- C : phase de groupes
- 3e : 3ème tour de quaification
- 4e : 2ème tour de qualification

Relégation
- 16e, 17e et 18e : relégation en D2

Abréviations
- T : Tenant du titre
- C : Vainqueur de la Coupe de Turquie 2016-2017
- S : Vainqueur de la Supercoupe de Turquie 2016
- P : Promus de D2 2015-2016

## Statistiques

### Meilleurs buteurs
|   | Buteurs           | Clubs          | Buts Note 1 | Pen. Note 1 | Pas. Note 2 |
| - | ----------------- | -------------- | ----------- | ----------- | ----------- |
| 1 | Vágner Love       | Alanyaspor     | 23          | 7           | 3           |
| 2 | Cenk Tosun        | Beşiktaş       | 20          | 6           | 5           |
| 3 | Samuel Eto'o      | Antalyaspor    | 18          | 3           | 6           |
| 4 | Riad Bajić        | Konyaspor      | 17          | 0           | 3           |
| 5 | Leonard Kweuke    | Rizespor       | 14          | 3           | 2           |
| 6 | Talisca           | Beşiktaş       | 13          | 0           | 2           |
| 6 | Serdar Gürler     | Gençlerbirliği | 13          | 2           | 3           |
| 8 | Vincent Aboubakar | Beşiktaş       | 12          | 0           | 4           |
| 8 | Welliton          | Kayserispor    | 12          | 1           | 1           |
| 8 | Moussa Sow        | Fenerbahçe     | 12          | 1           | 2           |

| Source : Classement des meilleurs buteurs sur Soccerway 1 : Nombre de buts inscrits (+) avec nombre de pénaltys (-) 2 : Nombre de passes décisives (+) |

### Meilleurs passeurs
|   | Passeur          | Club                   | Pas. |
| - | ---------------- | ---------------------- | ---- |
| 1 | Wesley Sneijder  | Galatasaray            | 15   |
| 2 | Ricardo Quaresma | Beşiktaş               | 13   |
| 3 | Jeremain Lens    | Fenerbahçe             | 11   |
| 3 | Deniz Türüç      | Kayserispor            | 11   |
| 4 | Olcan Adın       | Akhisar Belediyespor   | 8    |
| 4 | Emre Belözoğlu   | İstanbul Başakşehir FK | 8    |
| 4 | Mossoró          | İstanbul Başakşehir FK | 8    |
| 8 | Oğuzhan Özyakup  | Beşiktaş               | 7    |
| 8 | Olcay Şahan      | Trabzonspor            | 7    |
| 8 | Edin Višća       | İstanbul Başakşehir FK | 7    |
| 8 | Pierre Webó      | Osmanlıspor            | 7    |

| Source : Classement des meilleurs passeurs sur Soccerway |

## Bilan de la saison
| Championnat de Turquie de football 2016-2017                        |                      |
| Champion                                                            | Beşiktaş (15e titre) |
| Coupes et trophées                                                  |                      |
| Vainqueur de la Coupe de Turquie 2016-2017                          | Konyaspor Kulübü     |
| Qualifications continentales                                        |                      |
| Ligue des champions de l'UEFA 2017-2018                             | Beşiktaş             |
| Ligue des champions de l'UEFA 2017-2018                             | İstanbul Başakşehir  |
| Ligue Europa 2017-2018                                              | Konyaspor Kulübü     |
| Ligue Europa 2017-2018                                              | Fenerbahçe SK        |
| Ligue Europa 2017-2018                                              | Galatasaray SK       |
| Promotions et relégations                                           |                      |
| Promus en Championnat de Turquie de football                        | Yeni Malatyaspor     |
| Promus en Championnat de Turquie de football                        | Sivasspor            |
| Promus en Championnat de Turquie de football                        | Göztepe SK           |
| Relégués en Championnat de Turquie de football de deuxième division | Çaykur Rizespor      |
| Relégués en Championnat de Turquie de football de deuxième division | Gaziantepspor        |
| Relégués en Championnat de Turquie de football de deuxième division | Adanaspor            |